# Opogona lornatella
Opogona lornatella is een vlinder uit de familie echte motten (Tineidae). De wetenschappelijke naam van deze soort is voor het eerst geldig gepubliceerd in 1966 door Legrand.
De soort komt voor in tropisch Afrika.